# تي. غراهام
تي. غراهام (بالإنجليزية: T. J. Graham)‏ (و. 1989  م) هو لاعب كرة قدم أمريكية أمريكي، ولد في رالي، كارولاينا الشمالية، مركز لعبه هو مستقبل واسع ‏.

## التعليم
تعلم في جامعة ولاية كارولاينا الشمالية
.

## روابط خارجية
- تي. غراهام على موقع الاتحاد الدولي لألعاب القوى (الإنجليزية)
- تي. غراهام على موقع إي إس بي إن.كوم (أن.أف.أل)3
- تي. غراهام على موقع مرجع كرة القدم المحترفة.كوم (الإنجليزية)